# فرد دبليو. جونز جونيور
فرد دبليو. جونز جونيور (بالإنجليزية: Fred W. Jones, Jr.) هو قاضي ومحامي أمريكي، ولد في 24 أكتوبر 1924 في رايفيل في الولايات المتحدة، وتوفي في 22 أكتوبر 2000.